# Jaeger-LeCoultre

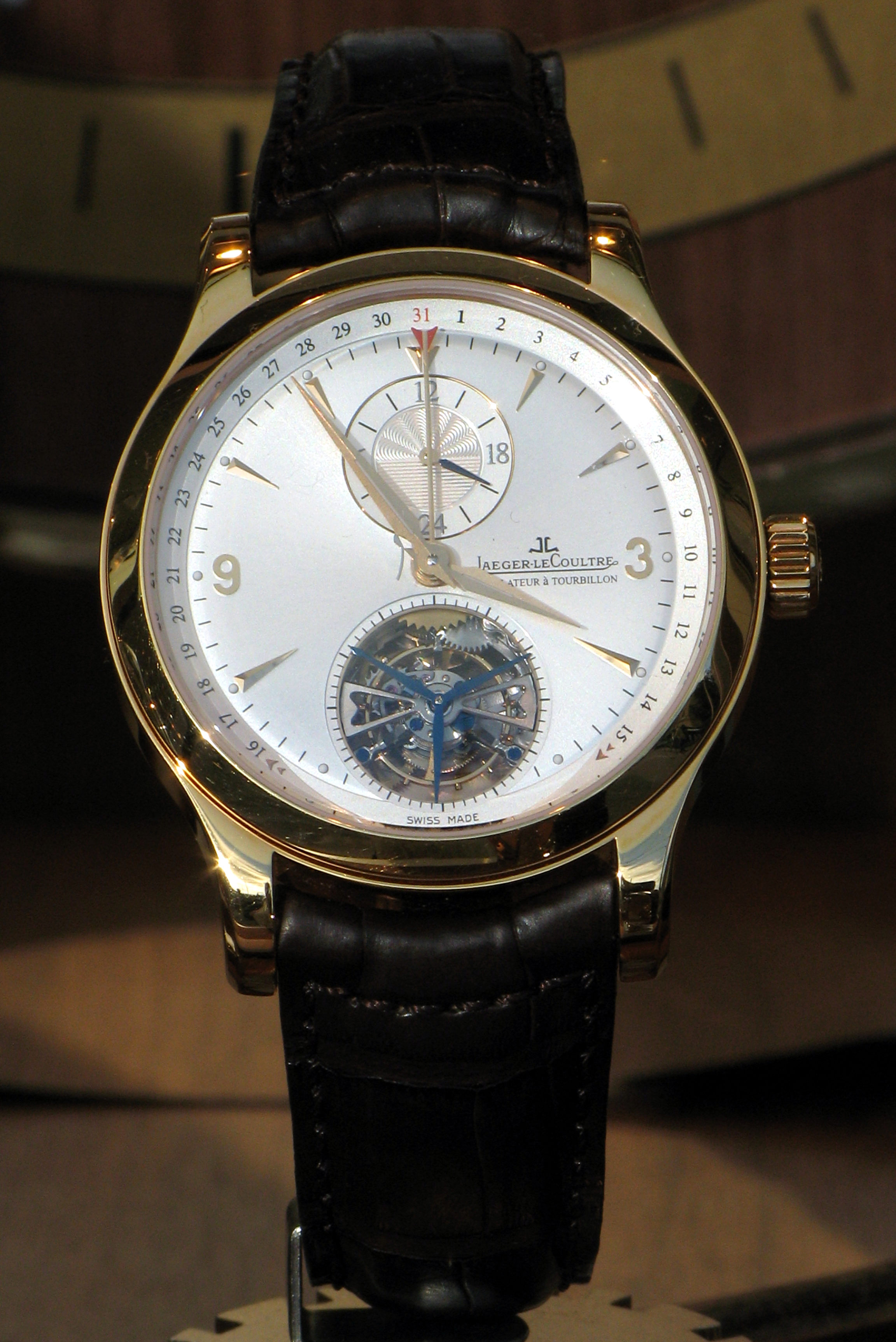
Jaeger-LeCoultre Master Tourbillon con datario e secondo fuso orario, ref. Q1562421

Jaeger-LeCoultre (pronuncia francese: jɛgɛʁ ləkultʁ) è una manifattura di orologi e pendole di lusso con sede a Le Sentier, in Svizzera, e risalente alla prima metà del XIX secolo. Il marchio conta centinaia di invenzioni e oltre un migliaio di calibri, fra cui il calibro più piccolo al mondo, degli orologi da polso con molte complicazioni e un segnatempo con movimento quasi perpetuo. Jaeger-LeCoultre offre otto diverse collezioni di segnatempo e intrattiene collaborazioni in vari settori, fra cui la salvaguardia dell'ambiente marino, gli sport motoristici e il polo. Dal 2000 l'azienda è una filiale di proprietà del gruppo svizzero di lusso Richemont.

## Storia

### Prima della fondazione dell'azienda: la famiglia LeCoultre

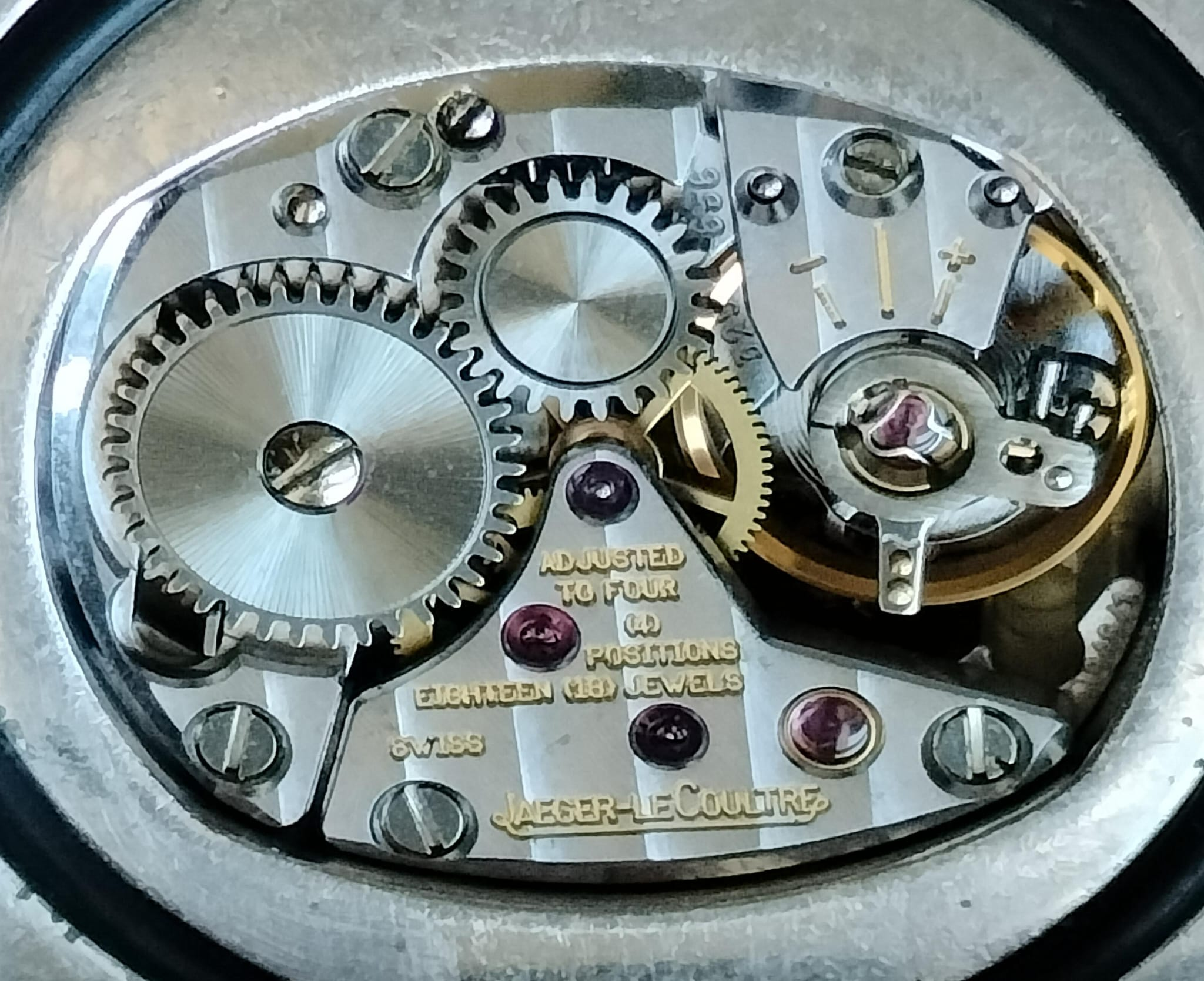
Movimento Jaeger-LeCoultre 846/1

Le prime notizie sulla famiglia LeCoultre in Svizzera risalgono al sedicesimo secolo, quando Pierre LeCoultre (1530 circa – 1600 circa), ugonotto francese, abbandonò Lisy-sur-Ourcq, in Francia, per sfuggire alle persecuzioni religiose, e si rifugiò a Ginevra. Nel 1558 ottenne lo status di “abitante”, ma l'anno seguente lasciò la città per acquistare un appezzamento di terreno nella Vallée de Joux. Con il tempo si formò una piccola comunità e nel 1612 il figlio di Pierre LeCoultre vi costruì una chiesa, fondando così il villaggio di Le Sentier, dove ancora oggi si trova la Manifattura dell'azienda.

### La nascita della Manifattura LeCoultre (1833-1900)
Nel 1833, in seguito all'invenzione di una macchina per tagliare e realizzare i pignoni degli orologi dall'acciaio, Antoine LeCoultre (1803-1881) aprì un piccolo atelier orologiero a Le Sentier, dove mise a frutto le sue capacità orologiere per creare segnatempo di alta qualità. Nel 1844 Antoine LeCoultre inventò lo strumento di misurazione più preciso al mondo, il Milionometro,che si è affermato come il primo strumento della storia in grado di misurare il micron, permettendo così un'accurata produzione delle parti dell'orologio. L'invenzione non è mai stata brevettata, poiché all'epoca non esisteva tale sistema in Svizzera. Tuttavia, la struttura esclusiva è rimasta un segreto ben custodito, usato dall'azienda per oltre cinquant'anni. Fu presentato all'Esposizione Universale di Parigi nel 1900.
Nel 1847 fu creato un sistema che non necessitava di chiavi per caricare e impostare gli orologi: fu il secondo semplice e affidabile sistema di carica e di messa all'ora senza l'utilizzo di una chiave, due anni dopo l'invenzione della carica di Patek Philippe. Questo sistema si basava su un piccolo pulsante che attivava una leva per passare da una funzione all'altra. Anche in questo caso l'invenzione non fu brevettata, permettendo così ad altri fabbricanti di orologi di integrare rapidamente questo sistema.
Quattro anni dopo LeCoultre ricevette una medaglia d'oro per l'impegno dedicato alla precisione e la meccanizzazione dei segnatempo alla prima Esposizione Universale a Londra.
Nel 1866, in un'epoca in cui le abilità orologiere erano distribuite fra centinaia di piccoli atelier, Antoine e suo figlio, Elie LeCoultre (1842-1917), fondarono la prima manifattura a tutti gli effetti della Vallée de Joux, LeCoultre & Cie, riunendo tutte le competenze dei loro dipendenti sotto un unico tetto. Con questa impostazione, nel 1870 crearono i primi processi produttivi parzialmente meccanizzati per movimenti con complicazioni. In questi anni si iniziò a produrre calibri con complicazioni in serie limitate e nel 1891 fu abbinato per la prima volta il cronografo a complicazioni di ripetizione minuti in un calibro con doppia complicazione.
Nello stesso anno, la Manifattura assunse 500 persone. Divenne nota come la “Grande Maison della Vallée de Joux” e all'inizio del ventesimo secolo aveva già creato oltre 350 calibri differenti, 128 dei quali erano dotati di funzioni cronografo e 99 di meccanismi di ripetizione. A partire dal 1902, e per i 30 anni successivi, LeCoultre & Cie produsse la maggior parte degli sbozzi (o ébauches) per Patek Philippe di Ginevra.

### La nascita di Jaeger-LeCoultre e i primi successi (1900-1930)
Nel 1903 Edmond Jaeger (1858-1922), orologiaio parigino che lavorava per la Marine nationale francese, propose ai produttori svizzeri di realizzare e produrre i movimenti ultrasottili da lui inventati.
Jacques-David LeCoultre (1875-1948), nipote di Antoine, responsabile della produzione alla LeCoultre & Cie, raccolse la sfida e creò una collezione di orologi da tasca ultrasottili, fra cui il più sottile al mondo nel 1907, dotato di Calibro LeCoultre 145, spesso solamente 1,38 millimetri. Questo movimento, incassato fino agli anni Sessanta circa, venne realizzato in circa 400 esemplari.
In quello stesso anno, il gioielliere francese Cartier, uno dei clienti di Jaeger, firmò un contratto con l'orologiaio parigino in base al quale per quindici anni tutti i movimenti Jaeger sarebbero stati prodotti in esclusiva per Cartier. I movimenti erano prodotti da LeCoultre. Negli anni '20, dopo un lungo periodo passato a realizzare cronometri per cruscotti, Jaeger produce il Chronoflight, un doppio cronografo per aviazione e marina. Nel 1925 fu creato il Calibro LeCoultre 7BF Duoplan, con l'intento di unire miniaturizzazione e precisione. La moda del periodo prediligeva gli orologi da polso di piccole dimensioni, tuttavia i calibri piccoli spesso non garantivano un'affidabilità ottimale. Creato da Henri Rodanet, direttore tecnico degli Etablissements Ed. Jaeger, il modello Duoplan era concepito su due livelli – da cui il nome – cosa che gli permetteva di avere un bilanciere di ampie dimensioni spostando alcuni elementi su un piano secondario.
Il Duoplan è stato anche uno dei primi orologi in acciaio con gemme incastonate e nel 1929 il suo vetro fu sostituito con vetro zaffiro, per la prima volta nella storia dell'orologeria. Il Duoplan fu assicurato dai Lloyds of London con uno speciale servizio di assistenza post-vendita: un movimento danneggiato poteva essere sostituito in pochi minuti, tanto che il proprietario del negozio londinese Tyme affisse il seguente cartello in vetrina: “Non farete in tempo a finire di fumare una sigaretta che il vostro orologio sarà già stato riparato”. Nel 1929 il modello Duoplan portò alla creazione del movimento meccanico più piccolo al mondo, il Calibro 101, le cui 74 parti originali (oggi sono 98) pesavano in totale circa un grammo. La seconda categoria di orologi dotati del Calibro 101, Joaillerie 101 Étrier, apparve negli anni trenta. Nel 1953 Elisabetta II d'Inghilterra, in occasione della sua incoronazione, indossò un orologio Jaeger-LeCoultre Calibro 101.
Sul finire degli anni Venti la Maison LeCoultre entrò a far parte del consorzio SAPIC (acronimo di Société Anonyme de Participations Industrielles et Commerciales), gruppo nel quale entrarono a far parte diverse aziende orologiere (come Audemars Piguet e Vacheron Constantin), che ne consentì la sopravvivenza anche durante la grave crisi economica degli anni Trenta. La confluenza di diverse Maison in questa realtà ha contribuito a un'importante partnership tra Jaeger e le altre aziende: difatti la casa di Le Sentier ha a lungo collaborato con Audemars Piguet, Vacheron Consntantin e anche con Patek Philippe e Chopard fornendo a queste aziende numerose ebauches (movimenti grezzi), i quali venivano poi regolati e rifiniti dalle singole case clienti. Anche queste collaborazioni hanno contribuito ad accrescere la nomea aziendale come maison forte e affidabile. Secondo talune fonti, è stato l'ingresso in SAPIC a determinare l'unione definitiva di Jaeger e LeCoultre.

### La nascita dei brevetti Jaeger e il suo ingresso in SAPIC (1930-1960)
Nel 1931 venne realizzato l'orologio Reverso, il cui nome in latino significa "mi giro" (anche se una vecchia inserzione pubblicitaria del brand recitava come data di nascita il 16 giugno 1933), per resistere ai duri colpi di una partita di polo: è possibile far ruotare infatti la cassa all'interno della sua struttura per proteggere il vetro zaffiro dell'orologio. Considerato un classico del design Art Déco, l'orologio Reverso viene prodotto ancora oggi. Dopo un periodo di appannamento di questa collezione, risalente all'incirca agli anni Ottanta, negli anni Novanta il Reverso ottenne un nuovo grande successo grazie all'allora importatore italiano della Maison (Giorgio Corvo e la sua famiglia), il quale acquistò molte casse di Reverso invendute. Nel 1991 il Reverso ha festeggiato i sessant'anni alla sua creazione ed è stato realizzato un libro celebrativo del modello. A seguito del successo italiano, Jaeger-LeCoultre decise di rilanciare questo modello a livello internazionale. Questo modello inoltre ha ottenuto nuova fama anche grazie alla trilogia di Batman di Christopher Nolan nella quale Bruce Wayne (Christian Bale) ne indossa uno diverso in ogni film. Nel 1996 è stato presentato il primo Reverso dotato di cronografo. Nel corso degli anni sono state numerose varianti di questo orologio, sia celebrative (come il Reverso Tribute), sia con complicazioni ricercate e pregiate (è il caso del Quadriptyque, dotato di quattro quadranti), e ancora oggi il Reverso è uno degli orologi più iconici e riconoscibili della storia dell'orologeria.

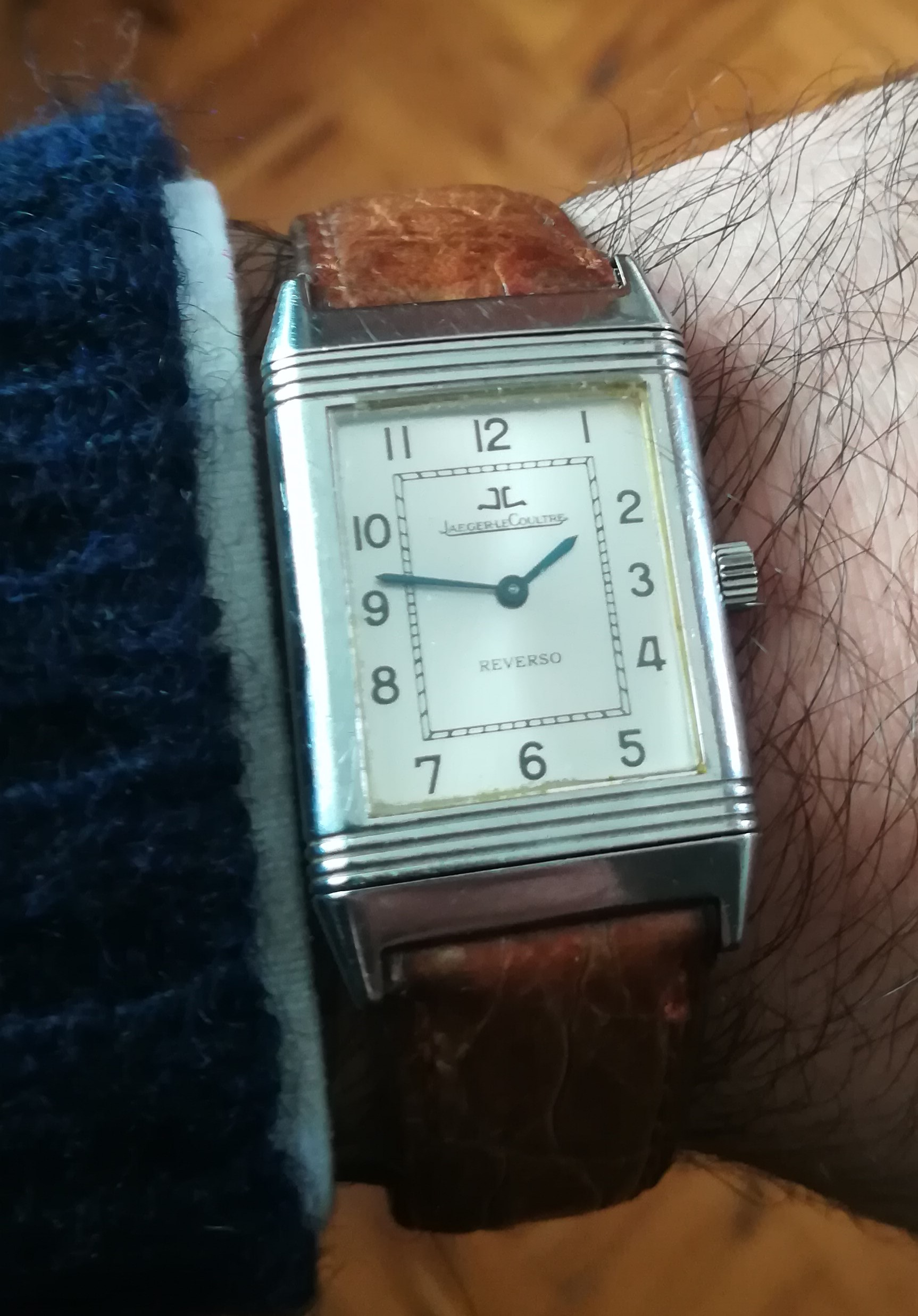
Jaeger-LeCoultre Reverso ref. 252.8.86 anni 2000

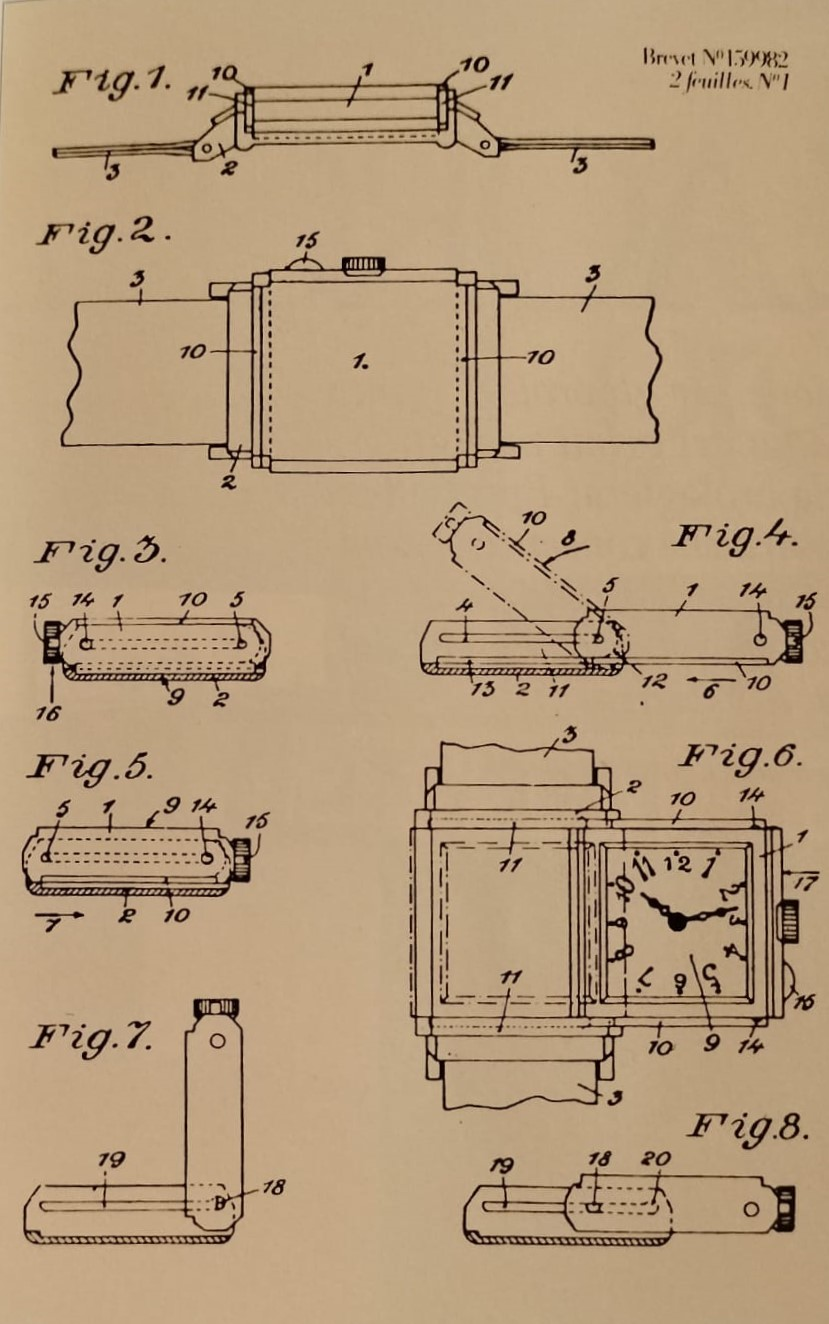
Disegni che spiegano il funzionamento dello Jaeger-LeCoultre Reverso

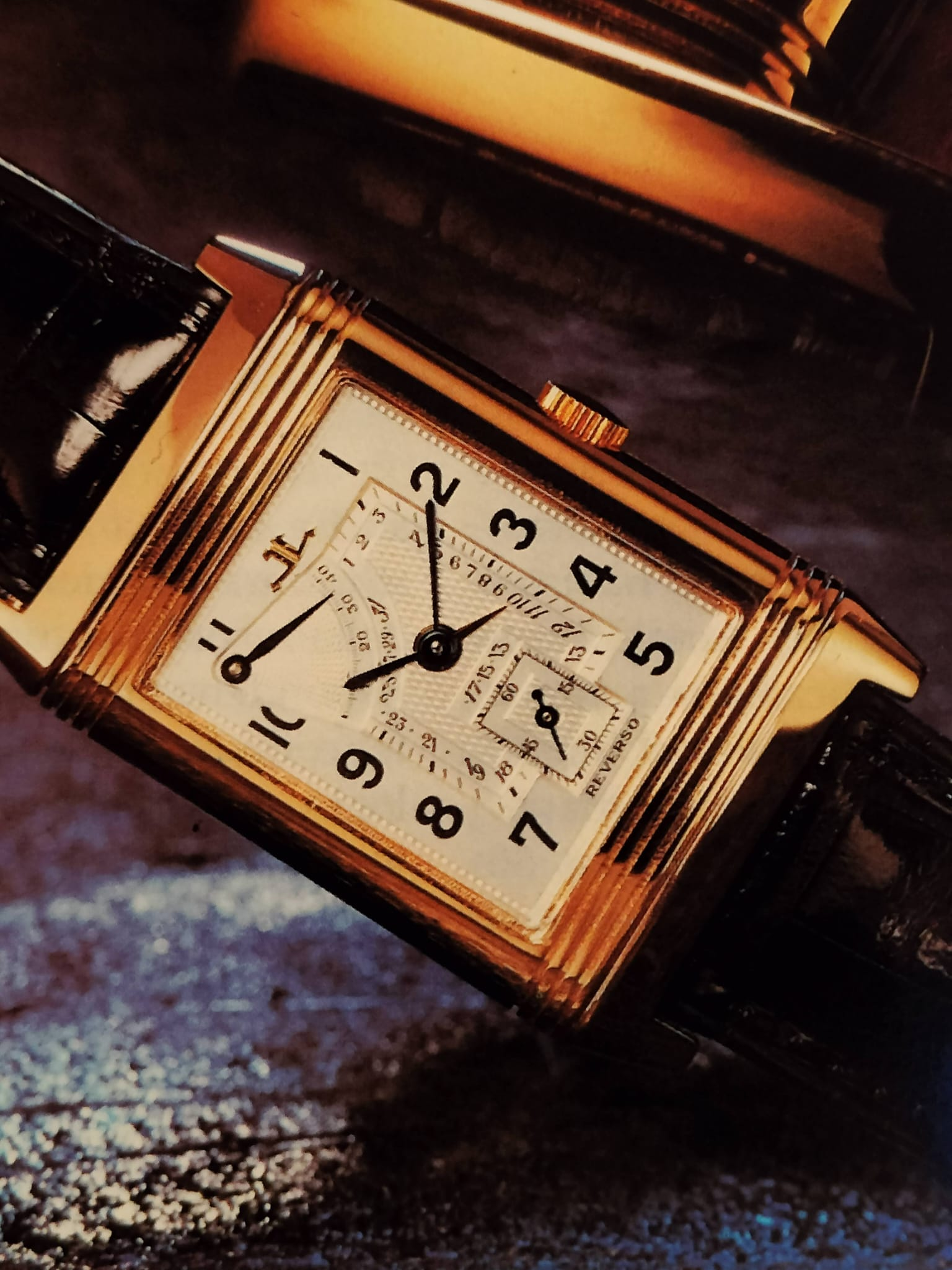
Jaeger-LeCoultre Reverso ref. 270.2.64 con datario e riserva di carica

Nel 1937 la collaborazione fra Jaeger e LeCoultre diede origine al nuovo nome ufficiale dell'azienda: Jaeger-LeCoultre. Tuttavia, dal 1932 fino al 1985 circa, gli orologi in America del Nord furono venduti con il nome LeCoultre, dopodiché il nome Jaeger-LeCoultre fu adottato in tutto il mondo. Secondo gli archivi della manifattura, l'ultimo movimento utilizzato in un orologio americano LeCoultre fu spedito da Le Sentier nel 1976.
Alcuni collezionisti e rivenditori male informati hanno erroneamente dichiarato che la LeCoultre americana non è affiliata alla Jaeger-LeCoultre svizzera. La confusione deriva dal periodo degli anni cinquanta, quando il distributore americano degli orologi LeCoultre era il Gruppo Longines-Wittnauer, responsabile anche della distribuzione degli orologi Vacheron Constantin. I collezionisti hanno confuso questo canale di distribuzione con la manifattura degli orologi. Secondo l'appassionato di Jaeger-LeCoultre Zaf Basha, il "Galaxy", un misterioso orologio di alta gamma con quadrante in diamanti, sarebbe una collaborazione fra Vacheron Constantin e LeCoultre per il mercato americano. Sul davanti compare la dicitura “LeCoultre”, mentre sulla cassa è impresso il nome “Vacheron Constantin — LeCoultre”. Il marchio registrato LeCoultre è scaduto nel 1985 ed è stato sostituito dal marchio registrato Jaeger-LeCoultre.
Nel 1950 la Manifattura lanciò l'orologio Memovox, o la "voce della memoria”. Il suo meccanismo sorprendente poteva essere usato come suoneria per sveglia, appuntamenti, orari, ecc. I primi modelli erano a carica manuale ed erano dotati del Calibro manuale Jaeger-LeCoultre 489.
Nel 1956 un Memovox con il Calibro Jaeger-LeCoultre K815 (movimento automatico con ricarica a martello) divenne il primo orologio con suoneria (svegliarino) a carica automatica nella storia; il calibro K825 primo svegliarino automatico con data, e poco tempo dopo l'azienda festeggiò il 125º anniversario lanciando il modello Memovox Worldtime. Nel 1959 il Memovox Deep Sea era dotato di una suoneria specifica per avvertire i sommozzatori di iniziare la risalita verso la superficie e nel 1965 fu lanciato il modello Memovox Kompressor in dotazione alle truppe USA in Corea con triplo fondello brevettato e profondimetro interno per ottimizzare la trasmissione del suono sott'acqua. Il Memovox è stato prodotto da 1993 al 2008 nella nuova linea Master 1000 ore, con il nome di Master Reveil (diametro 39 mm escluso corone) movimento K918 per la versione automatica e Master Memovox per il manuale K914 (diametro 37.5mm); dal 2011 è in produzione il Master Memovox con diametro 41 e nuovo movimento K956. L'ultimo modello avrebbe ispirato l'attuale Master Compressor e le linee AMVOX. Il Memovox Kompressor è stato riprodotto nel 2008 con il nome di Memovox Tribute to Polaris.
In onore dell'Anno geofisico internazionale Jaeger-LeCoultre creò un orologio resistente ai campi magnetici, all'acqua e agli urti. Il cronometro Geophysic fu proposto dallo storico dipendente dell'azienda Jules-César Savary come orologio da utilizzare nelle basi scientifiche in Antartide. L'orologio era dotato del Calibro Jaeger-LeCoultre 478BWS e aveva diciassette rubini, una spirale Breguet, una molla regolatrice sul ponte del bilanciere, un ammortizzatore d'urti e un bilanciere in Glucydur. Nel 1952 il modello Geophysic fu offerto a William R. Anderson, capitano del Nautilus, il primo sottomarino nucleare americano a viaggiare dall'oceano Pacifico all'oceano Atlantico passando dal Polo Nord.
Un'altra innovazione Jaeger è la pendola Atmos, che è un segnatempo a pendolo a torsione, con movimento quasi perpetuo che non necessita di alcun intervento umano e richiede un'energia minima. Inventata nel 1928 dall'ingegnere svizzero Jean-Léon Reutter a Neuchâtel, dal 1950 la pendola Atmos è il dono ufficiale del governo svizzero agli ospiti illustri. Brevettata nel 1928, la prima versione – oggi conosciuta come Atmos 1 – fu messa in commercio dalla Compagnie Générale de Radiologie (CGR) nel 1930.
I brevetti furono successivamente acquisiti da Jaeger-LeCoultre in Francia nel 1936 e in Svizzera nel 1937. Per dieci anni l'azienda ha lavorato per perfezionare la pendola prima di produrla nel 1946 nella forma tecnologica che conserva ancora oggi.

Nel 1988 l'agenzia Kohler and Rekow creò un design in edizione limitata di due esemplari della pendola e nel 2003 la manifattura ha realizzato Atmos Mystérieuse, azionata dal Calibro Jaeger-LeCoultre 583 e comprendente 1.460 parti.

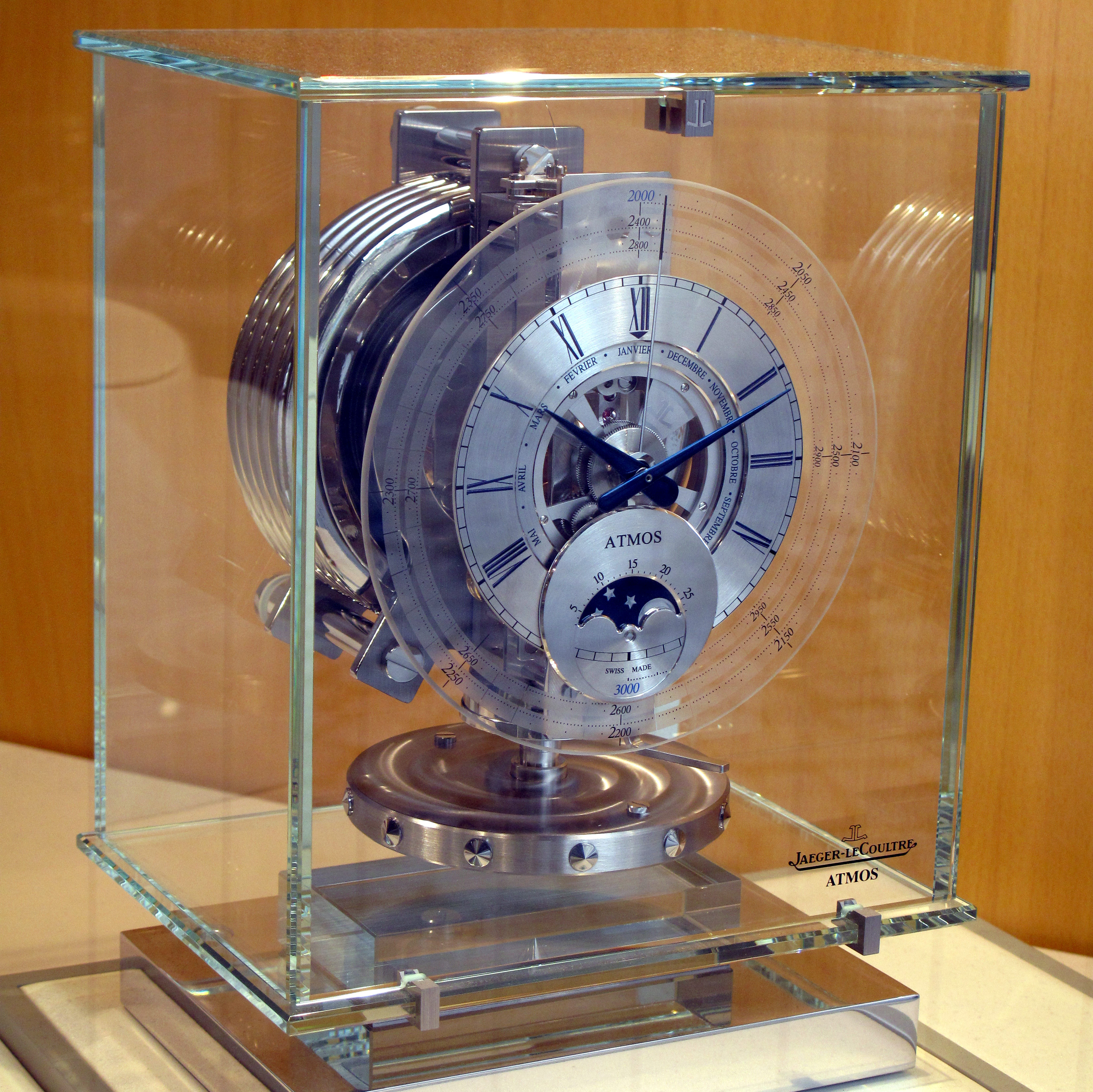
Jaeger-LeCoultre Atmos con indicazione delle fasi lunari

La pendola Atmos trae energia dalle piccole variazioni termiche e dalla pressione atmosferica dell'ambiente e può funzionare per anni senza alcun intervento umano. Caricata da una capsula contenente una miscela di gas sensibili alla temperatura, basta una semplice variazione di un grado Celsius per accumulare sufficiente energia per fornire un'autonomia di due giorni alla pendola.
Il bilanciere, sospeso su un cavo in lega di acciaio più sottile di un capello, compie due oscillazioni al minuto; i suoi ingranaggi non richiedono alcun lubrificante. La pendola Atmos è rinomata per la sua accuratezza: il modello con fase lunare, per esempio, accumula uno scarto di un solo giorno una volta ogni 3.821 anni.
Nel 1964 Vacheron Constantin fuoriesce da SAPIC, e quest'ultima nel 1968 viene acquistata da Favre Leuba, la quale pertanto inizia a sfruttare diversi brevetti Jaeger, come quello legato al Reverso e al Memovox.

### Le cessioni e le innovazioni del quarzo (1989-1990)
Nel 1978 Favre Leuba, proprietario di SAPIC, decise di vendere Jaeger-LeCoultre ad VDO Adolf Schindling AG, un'azienda automobilistica tedesca. Nello stesso periodo anche IWC viene acquistata da VDO. All'inizio degli anni Ottanta Jaeger-LeCoultre realizza un movimento ibrido, formato da una base-tempo al quarzo e da una piastra meccanica che fornisce varie complicazioni. Questo tipo di movimento ha avuto seguito anche in esperienze realizzative da parte di IWC (che incassa il movimento di Jaeger), Frederic Piguet e Girard-Perregaux. Il movimento ha ottenuto un notevole grado di miniaturizzazione, dal momento che la versione cronografica è realizzata in oltre 200 componenti, di 23.3mm e spesso 3.7mm, e queste dimensioni ne fanno uno dei cronografi di minori dimensioni sul mercato. Ciononostante questo tipo di movimenti ibridi non hanno avuto molta fortuna a causa dell'ostilità da parte dei puristi dell'orologeria meccanica, sebbene questo genere di calibri coniugasse la precisione del quarzo al prestigio delle complicazioni meccaniche. L'unione sotto lo stesso gruppo di Jaeger e IWC ha portato benefici non solo a IWC, con l'adozione del movimento ibrido, ma anche a Jaeger, la quale ha incassato in alcuni suoi orologi la piastra con complicazioni del calendario perpetuo realizzata per l'IWC Da Vinci da Kurt Klaus. In questo periodo grande impulso all'azienda venne dato da Günter Blümlein, orologiaio e imprenditore lungimirante che si occupò di valorizzare sia Jaeger sia IWC, senza abbandonarle all'avvento del quarzo e anzi sfruttando la loro storia e tradizione per traghettarle verso gli anni Novanta, in cui la passione per l'orologeria meccanica ritornò a farsi sentire in maniera prepotente. 
Negli anni Ottanta nascono diverse collezioni, come la Odysseus, caratterizzata da segnatempo eleganti e complicati, spesso con calendario completo, o la Kryos, contraddistinta da segnatempo sportivi, linee che tuttavia non sono sopravvissute ai tempi. Nello stesso periodo viene presentato anche il Grand Reveil, un orologio automatico in oro con calendario perpetuo e meccanismo di sveglia con suoneria a campana di bronzo. Le pubblicità dell'epoca recitavano che la campana venisse realizzata secondo una formula concepita dagli alchimisti della dinastia cinese Shang.

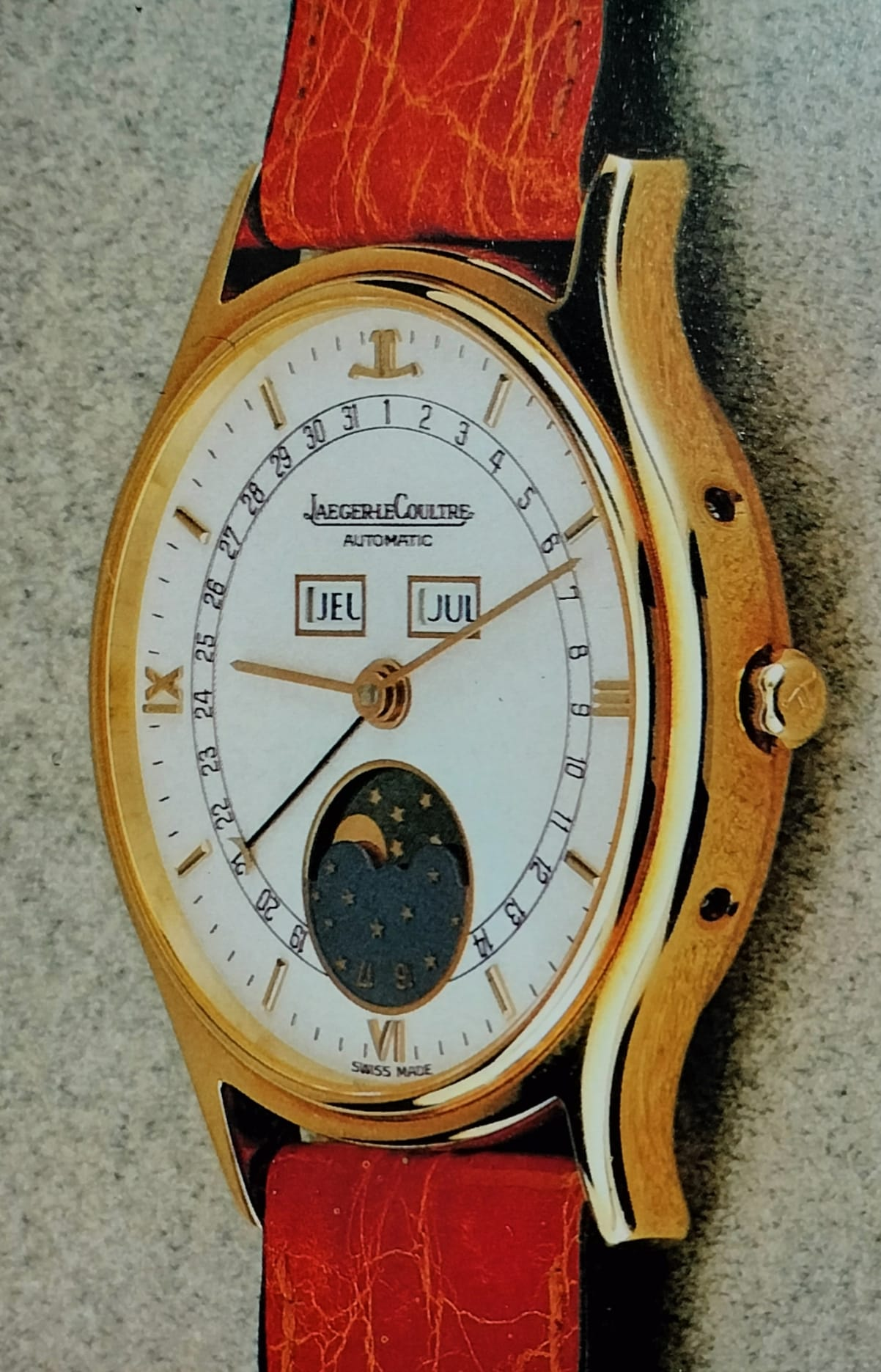
Jaeger-LeCoultre Odysseus ref. 141.119.1 automatico in oro con calendario, fine anni '80

A cavallo tra la fine degli anni Ottanta e l'inizio dei Novanta viene proposta la linea Heraion, caratterizzata da orologi con movimento prevalentemente al quarzo, che mantengono sempre elevate finiture, e che sono presentati con diverse complicazioni, quali quella cronografica e gli ultrasottili.

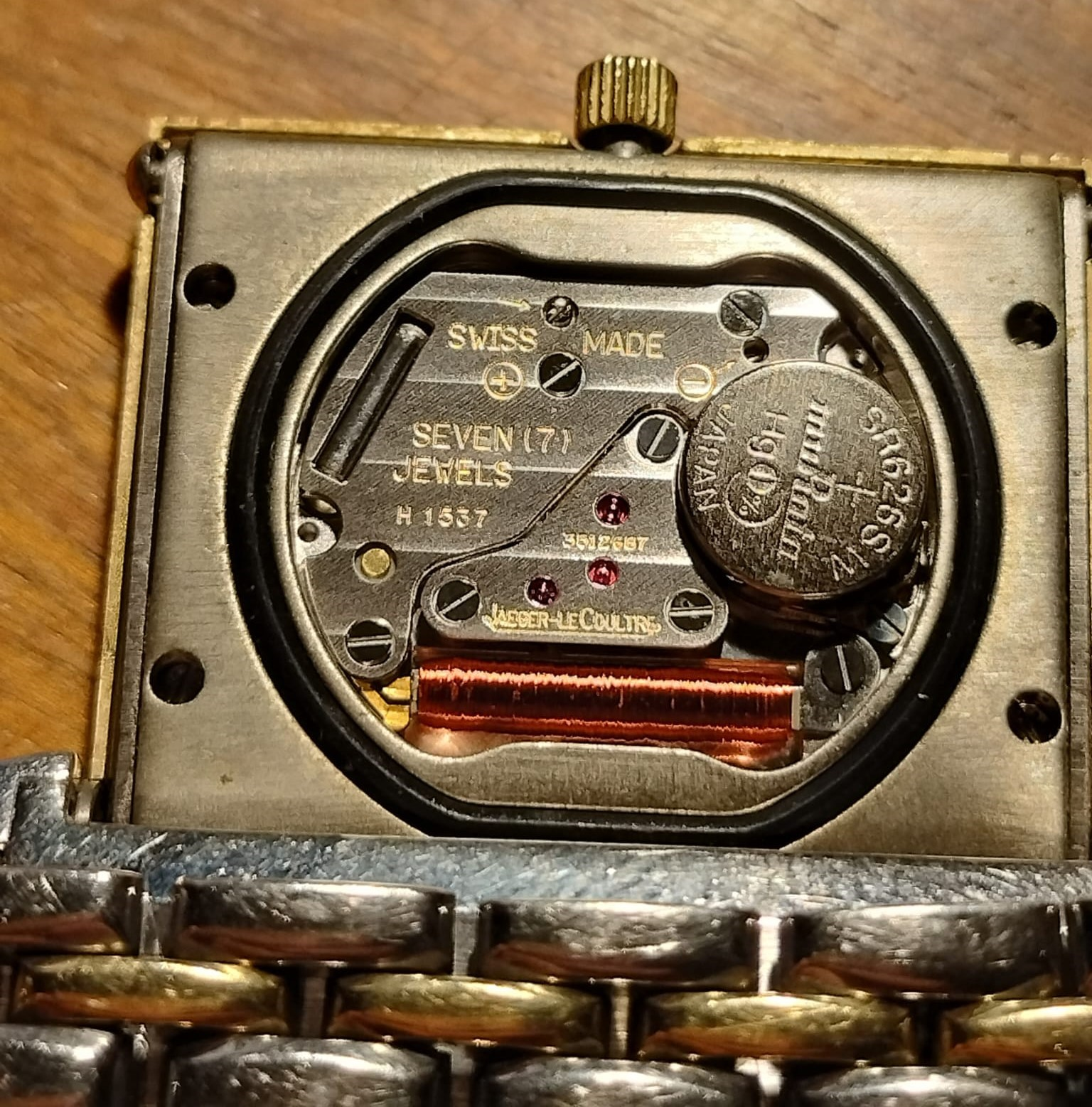
Movimento Jaeger-LeCoultre 809 al quarzo, anni 2000

Nel 1992 Jaeger introduce in catalogo la collezione Master Control, con l'idea di raccogliere orologi esteticamente vicini alla tradizione orologiera degli anni Cinquanta e Sessanta, contraddistinti da un'elevata attenzione alla qualità, determinata dal controllo di 1000 ore effettuato dalla Maison per ogni orologio. Ciò viene anche riportato dalla dicitura sul fondello.

### Il nuovo millennio e attualità

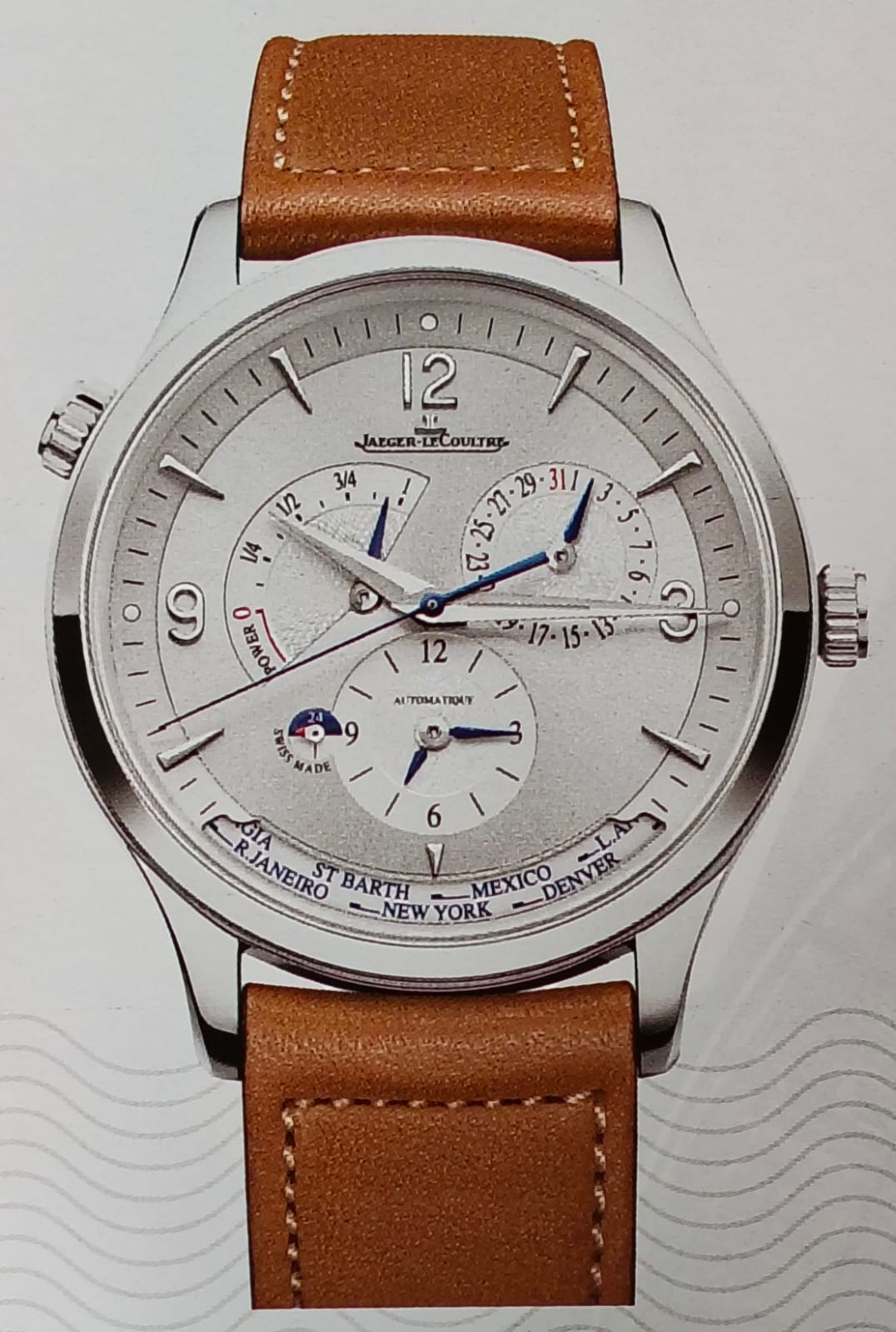
Jaeger-LeCoultre Master Geographic ref. Q4128420

Nel 2000 Jaeger è stata acquistata da Richemont, holding della quale fa parte tutt'ora, e nel cui gruppo ha ritrovato la vecchia partner di SAPIC Vacheron Constantin.

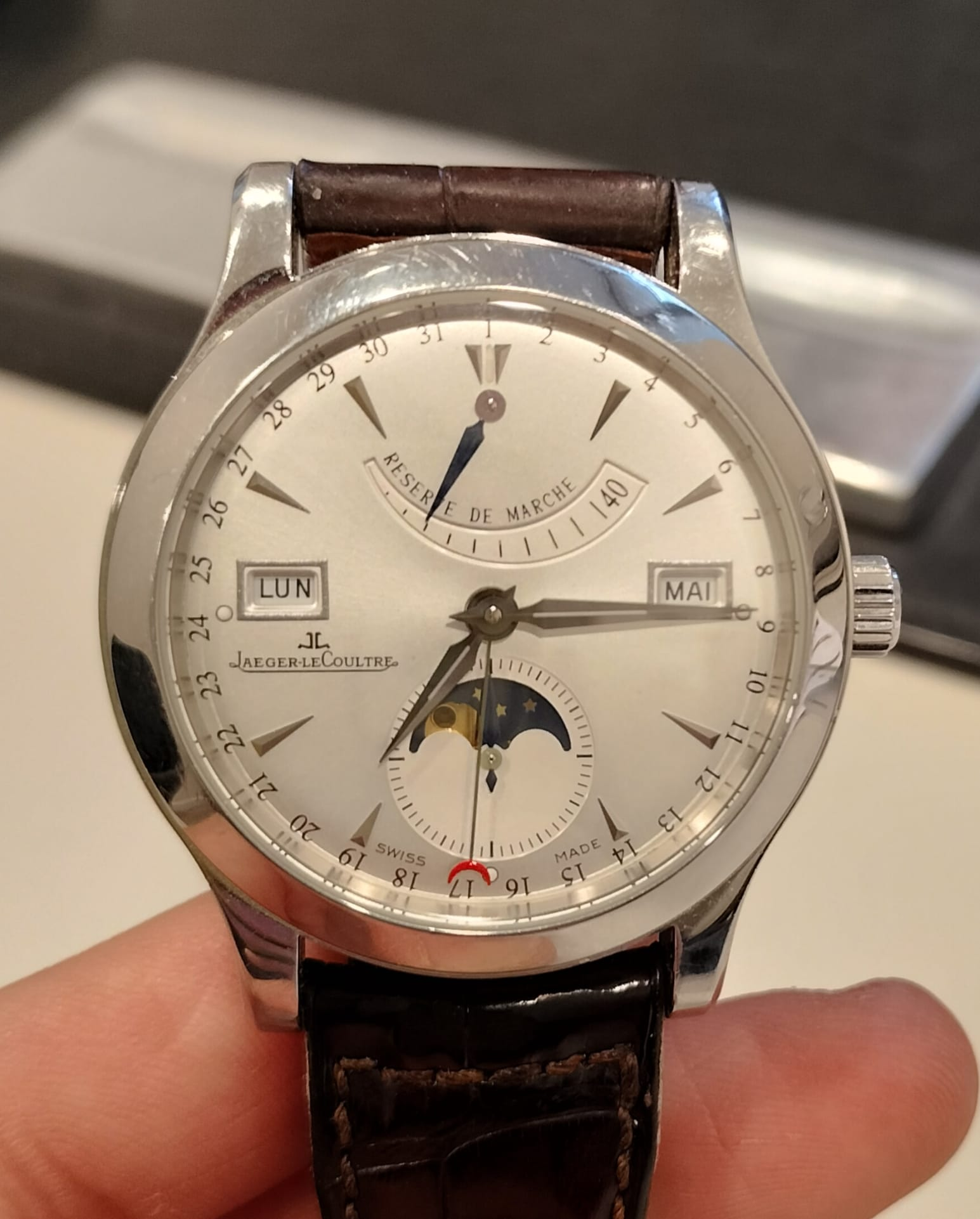
Jaeger-LeCoultre Master Control Calendar in acciaio ref. Q151842A, seconda metà anni 2000

Nel 2004 la Manifattura ha creato il Gyrotourbillon I, il suo primo orologio da polso con grande complicazione, con un tourbillon che gravita su due assi, assieme ad un calendario perpetuo con indicatori doppi retrogradi e un'equazione del tempo. Nel 2006 ha realizzato il modello Reverso grande complication à triptyque, il primo orologio nella storia dotato di tre quadranti azionati da un solo movimento, e nel 2009 l'azienda ha prodotto l'orologio con molte complicazioni, l'Hybris Mechanica à Grande Sonnerie, con 26 complicazioni.

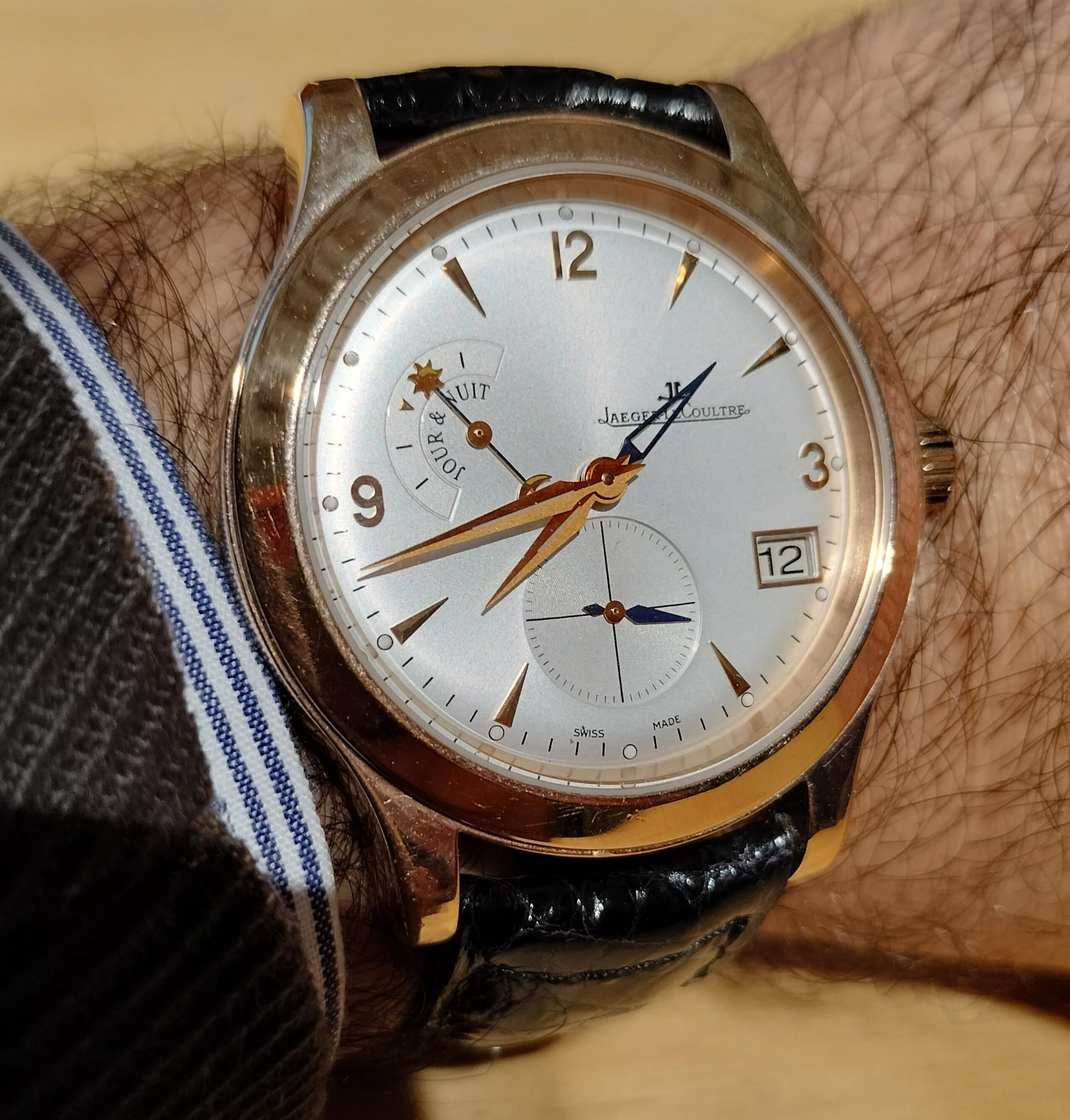
Jaeger-LeCoultre Master Control Hometime ref. 147.2.05.S, seconda metà anni 2000

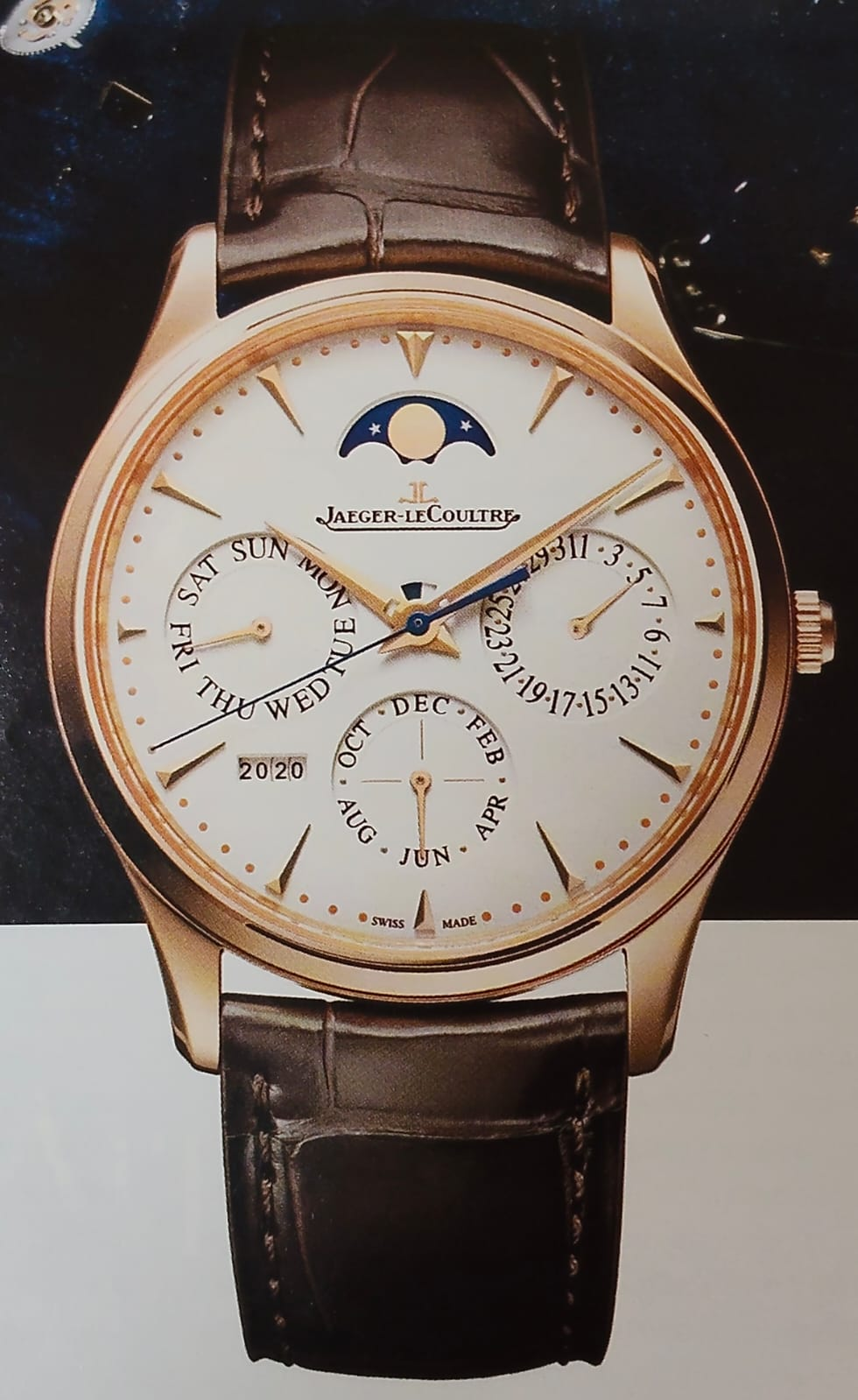
Jaeger-LeCoultre Master Ultra Thin Perpetual ref. Q1302520

La linea Hybris Mechanica è riservata ai segnatempo con Grandi Complicazioni. Ogni modello è infatti dotato di una specifica complicazione orologiera, molte delle quali costituiscono assolute novità nel mondo dell'orologeria: il Duomètre Sphérotourbillon è dotato di un tourbillon regolabile con la precisione di un secondo; il modello Reverso Répétition Minutes à Rideau è dotato di una veneziana con ripetizione minuti come terzo volto, che copre uno dei due quadranti; il Master Grande Tradition Grande Complication è dotato di tourbillon volante che segue il ritmo dei fenomeni celestiali e indica l'ora siderale e una ripetizione minuti che comprende timbri cattedrale; il modello Hybris Mechanica à Grande Sonnerie è dotato di suonerie in grado di riprodurre l'intera melodia del Big Ben; il Reverso Gyrotourbillon 2 si basa sul principio di un tourbillon sferico ed è dotato di una cassa reversibile e di un bilanciere cilindrico; il modello Master Compressor Extreme LAB è privo di lubrificante; il Gyrotourbillon 1 è dotato di un tourbillon che si evolve in tre dimensioni per compensare gli effetti della gravità in qualunque posizione.

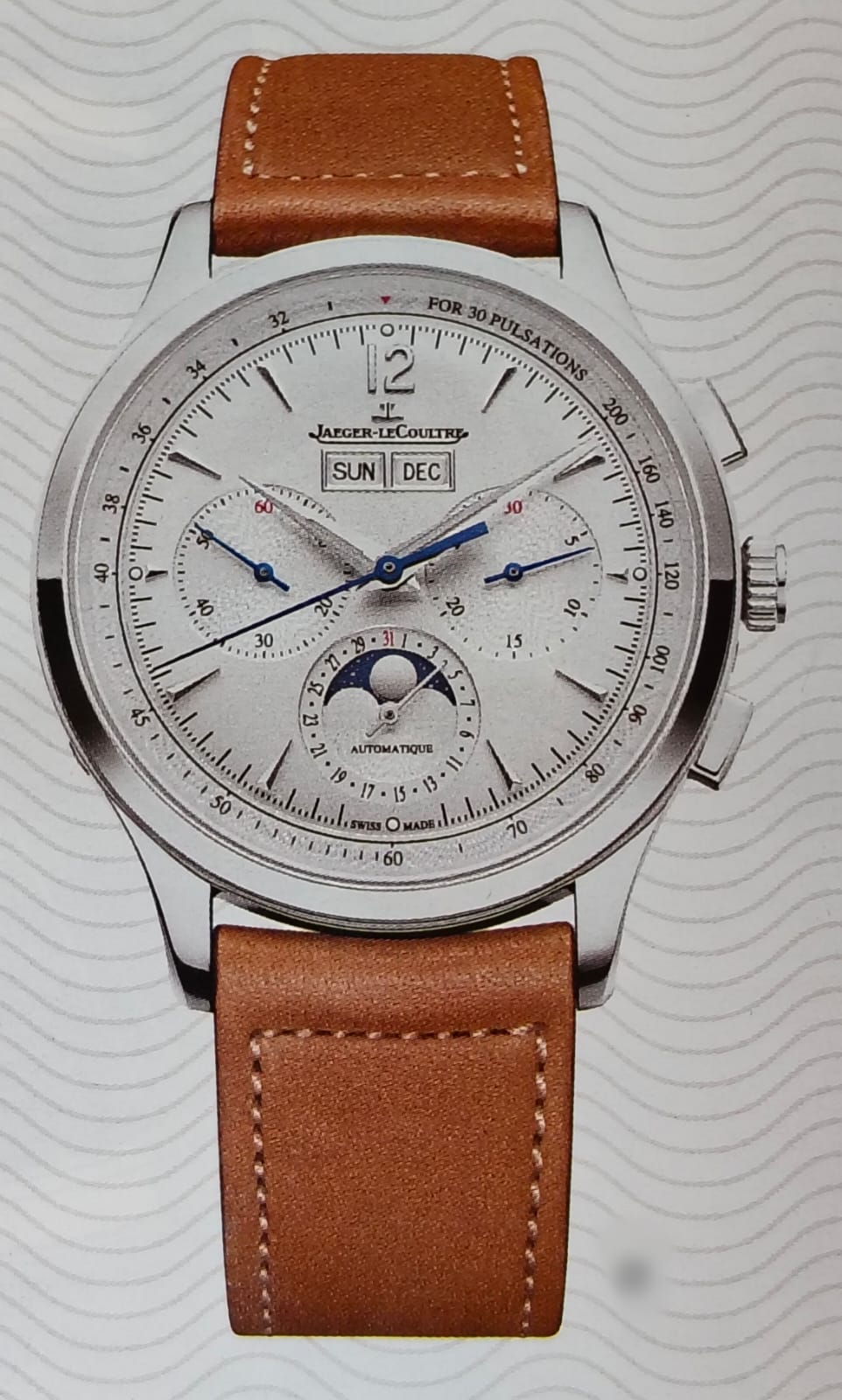
Jaeger-LeCoultre Master Control Chronograph Calendar ref. Q4138431

Dalla fondazione di Jaeger-LeCoultre l'azienda ha prodotto oltre 1.242 differenti calibri, ha registrato circa 400 brevetti e ha creato centinaia di invenzioni.

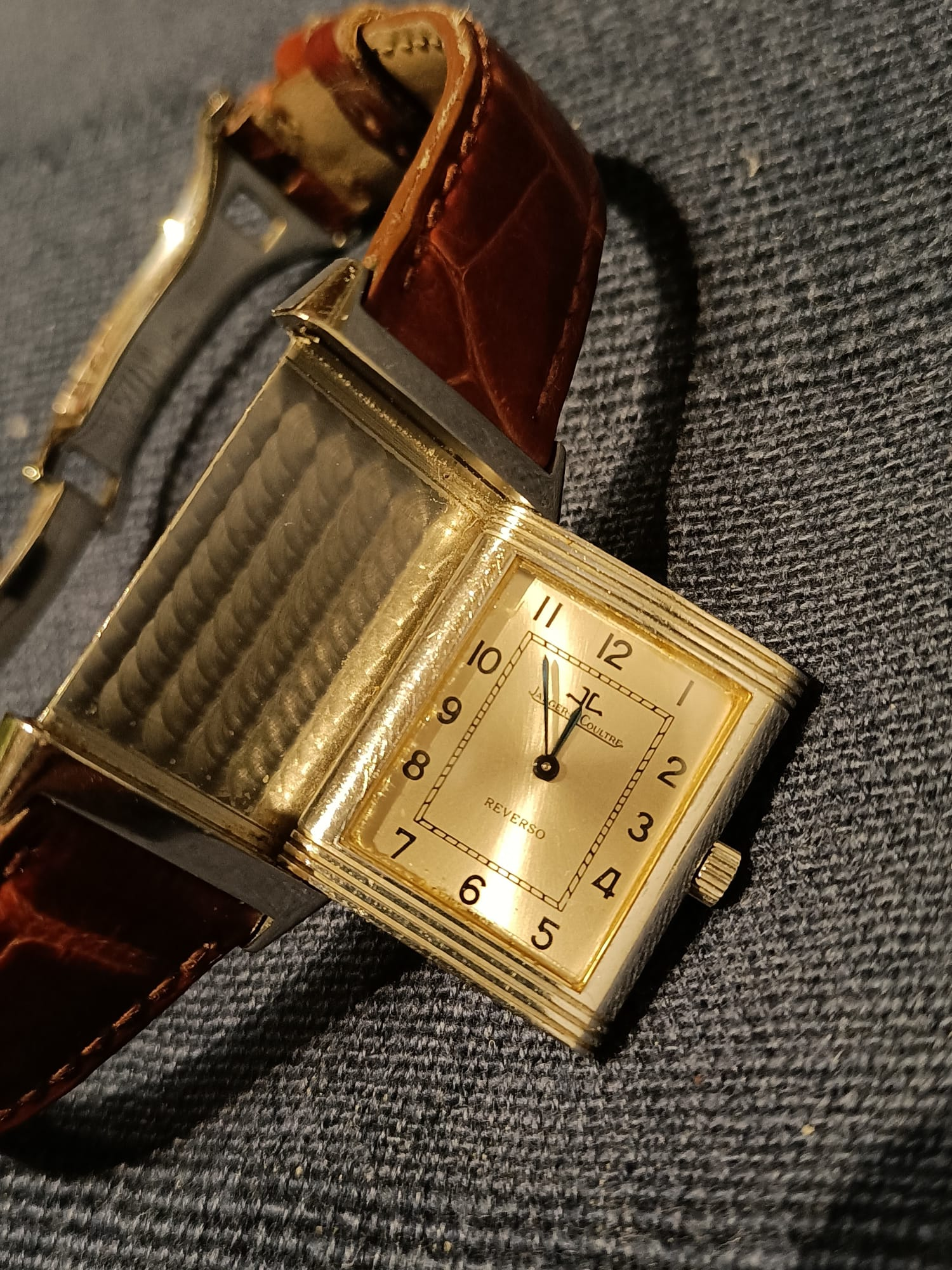
La peculiarità del modello Reverso: la cassa può ruotare ed esporre il fondello al fine di proteggere il quadrante. Ciò avviene grazie a due piccoli perni inseriti tramite sottili guide sulla cassa che consentono la rotazione.

## Collaborazioni

### UNESCO
Jaeger-LeCoultre e l'International Herald Tribune hanno collaborato con il World Heritage Centre dell'UNESCO (Centro del Patrimonio dell'umanità) a sostegno del World Heritage Marine Programme (Programma Marino del Patrimonio dell'umanità). La collaborazione fornisce fondi, nonché esposizione mediatica, ad uno dei programmi prioritari del World Heritage Committee (Comitato del Patrimonio dell'umanità), che si occupa di stilare una lista di nuovi siti marini da tutelare e di adottare misure di salvaguardia per i 46 siti già presenti nella lista. Ogni anno il programma viene menzionato, assieme ai vari siti, dall'International Herald Tribune in articoli stampati, o pubblicati online, offrendo così maggiore visibilità alla collaborazione.

### Responsible Jewellery Council (RJC)
Nell'ottobre del 2011, il Responsible Jewellery Council (RJC) ha annunciato che Jaeger-LeCoultre ha ottenuto una certificazione per l'impegno nei confronti dei diritti umani e per aver soddisfatto gli standard ambientali, etici e sociali stabiliti dal sistema di Certificazione dei Membri RJC.

### Aston Martin
Nel 2004 Jaeger-LeCoultre ha lanciato assieme ad Aston Martin l'orologio da uomo Aston Martin Jaeger-LeCoultre - AMVOX1. Il design del segnatempo si ispira allo storico legame che da 70 anni lega le due aziende. Il cruscotto della vettura Aston Martin LM con motore da 1,5 litri degli anni trenta – regolarmente vittoriosa nelle competizioni internazionali di sport motoristici – conteneva strumenti creati da Jaeger-LeCoultre.

### Valextra
Nel 2012, in collaborazione con il marchio di pelletteria Valextra, Jaeger-LeCoultre ha iniziato a proporre l'orologio Reverso modello femminile in due versioni.

### Jaeger-LeCoultre e l'equitazione
Dal 1931 Jaeger-LeCoultre intrattiene stretti legami con la comunità di sport equestri e il Polo Club de Veytay figura fra i suoi partner.